# مات مايرز
مات مايرز (بالإنجليزية: Matt Myers)‏ هو مصارع هاوي بريطاني، ولد في 16 يونيو 1991 في كينغستون أبون هال في المملكة المتحدة.

## روابط خارجية
- مات مايرز على موقع CageMatch worker (الإنجليزية)